# 6.ª etapa da Volta a França de 2018
A 6ª etapa da Volta a França de 2018 teve lugar a 12 de julho de 2018 entre Brest e Mûr-de-Bretagne sobre um percurso de 181 km.

## Classificação da etapa
| \| Classificação por etapas \| Classificação por etapas \| Classificação por etapas \| Classificação por etapas \| Classificação por etapas \| \| Ciclista \| Ciclista \| Equipe \| Tempo \| \| \| ------------------------ \| ------------------------ \| ------------------------ \| ------------------------ \| ------------------------ \| \| 1. \| Daniel Martin \| UAE Team Emirates \| 4h13m43s \| \| \| 2. \| Pierre Latour \| AG2R La Mondiale \| + 1s \| \| \| 3. \| Alejandro Valverde \| Movistar Team \| + 3s \| \| \| 4. \| Julian Alaphilippe \| Quick-Step Floors \| + 3s \| \| \| 5. \| Rafał Majka \| Bora-Hansgrohe \| + 3s \| \| \| 6. \| Adam Yates \| Mitchelton-Scott \| + 3s \| \| \| 7. \| Bauke Mollema \| Trek-Segafredo \| + 3s \| \| \| 8. \| Peter Sagan \| Bora-Hansgrohe \| + 3s \| \| \| 9. \| Geraint Thomas \| Team Sky \| + 3s \| \| \| 10. \| Primož Roglič \| LottoNL-Jumbo \| + 3s \| \| |                    |                   |          |
| |                    |                   |          |
| Fonte: ProCyclingStats |                    |                   |          |
| Classificação por etapas |                    |                   |          |
| Ciclista | Ciclista           | Equipe            | Tempo    |
| 1. | Daniel Martin      | UAE Team Emirates | 4h13m43s |
| 2. | Pierre Latour      | AG2R La Mondiale  | + 1s     |
| 3. | Alejandro Valverde | Movistar Team     | + 3s     |
| 4. | Julian Alaphilippe | Quick-Step Floors | + 3s     |
| 5. | Rafał Majka        | Bora-Hansgrohe    | + 3s     |
| 6. | Adam Yates         | Mitchelton-Scott  | + 3s     |
| 7. | Bauke Mollema      | Trek-Segafredo    | + 3s     |
| 8. | Peter Sagan        | Bora-Hansgrohe    | + 3s     |
| 9. | Geraint Thomas     | Team Sky          | + 3s     |
| 10. | Primož Roglič      | LottoNL-Jumbo     | + 3s     |

## Classificações ao final da etapa

### Classificação geral
| \| Classificação geral \| Classificação geral \| Classificação geral \| Classificação geral \| Classificação geral \| \| Ciclista \| Ciclista \| Equipe \| Tempo \| \| \| ------------------- \| ------------------- \| ------------------------- \| ------------------- \| ------------------- \| \| 1. \| Greg Van Avermaet \| BMC Racing Team \| 22h35m46s \| \| \| 2. \| Geraint Thomas \| Team Sky \| + 3s \| \| \| 3. \| Tejay van Garderen \| BMC Racing Team \| + 5s \| \| \| 4. \| Julian Alaphilippe \| Quick-Step Floors \| + 6s \| \| \| 5. \| Philippe Gilbert \| Quick-Step Floors \| + 12s \| \| \| 6. \| Bob Jungels \| Quick-Step Floors \| + 18s \| \| \| 7. \| Rigoberto Urán \| EF Education First-Drapac \| + 45s \| \| \| 8. \| Alejandro Valverde \| Movistar Team \| + 51s \| \| \| 9. \| Rafał Majka \| Bora-Hansgrohe \| + 52s \| \| \| 10. \| Jakob Fuglsang \| Astana \| + 53s \| \| |                    |                           |           |
| |                    |                           |           |
| Fonte: ProCyclingStats |                    |                           |           |
| Classificação geral |                    |                           |           |
| Ciclista | Ciclista           | Equipe                    | Tempo     |
| 1. | Greg Van Avermaet  | BMC Racing Team           | 22h35m46s |
| 2. | Geraint Thomas     | Team Sky                  | + 3s      |
| 3. | Tejay van Garderen | BMC Racing Team           | + 5s      |
| 4. | Julian Alaphilippe | Quick-Step Floors         | + 6s      |
| 5. | Philippe Gilbert   | Quick-Step Floors         | + 12s     |
| 6. | Bob Jungels        | Quick-Step Floors         | + 18s     |
| 7. | Rigoberto Urán     | EF Education First-Drapac | + 45s     |
| 8. | Alejandro Valverde | Movistar Team             | + 51s     |
| 9. | Rafał Majka        | Bora-Hansgrohe            | + 52s     |
| 10. | Jakob Fuglsang     | Astana                    | + 53s     |

### Classificação por pontos
| Classificação por pontos | Classificação por pontos | Classificação por pontos | Classificação por pontos | Classificação por pontos |
| Ciclista                 | Ciclista                 | Equipe                   | Pontos                   |                          |
| ------------------------ | ------------------------ | ------------------------ | ------------------------ | ------------------------ |
| 1.                       | Peter Sagan              | Bora-Hansgrohe           | 199 pts                  |                          |
| 2.                       | Fernando Gaviria         | Quick-Step Floors        | 156 pts                  |                          |
| 3.                       | Alexander Kristoff       | UAE Team Emirates        | 88 pts                   |                          |
| 4.                       | André Greipel            | Lotto-Soudal             | 75 pts                   |                          |
| 5.                       | Arnaud Démare            | Groupama-FDJ             | 57 pts                   |                          |
| 6.                       | Sonny Colbrelli          | Bahrain-Merida           | 55 pts                   |                          |
| 7.                       | Alejandro Valverde       | Movistar Team            | 53 pts                   |                          |
| 8.                       | Marcel Kittel            | Katusha-Alpecin          | 52 pts                   |                          |
| 9.                       | Daniel Martin            | UAE Team Emirates        | 45 pts                   |                          |
| 10.                      | Julian Alaphilippe       | Quick-Step Floors        | 44 pts                   |                          |

### Classificação da montanha
| Classificação da montanha | Classificação da montanha | Classificação da montanha  | Classificação da montanha | Classificação da montanha |
| Ciclista                  | Ciclista                  | Equipe                     | Pontos                    |                           |
| ------------------------- | ------------------------- | -------------------------- | ------------------------- | ------------------------- |
| 1.                        | Toms Skujiņš              | Trek-Segafredo             | 6 pts                     |                           |
| 2.                        | Sylvain Chavanel          | Direct Énergie             | 4 pts                     |                           |
| 3.                        | Dion Smith                | Wanty-Groupe Gobert        | 4 pts                     |                           |
| 4.                        | Lilian Calmejane          | Direct Énergie             | 3 pts                     |                           |
| 5.                        | Daniel Martin             | UAE Team Emirates          | 2 pts                     |                           |
| 6.                        | Kévin Ledanois            | Fortuneo-Samsic            | 1 pt                      |                           |
| 7.                        | Anthony Perez             | Cofidis, Solutions Crédits | 1 pt                      |                           |
| 8.                        | Pierre Latour             | AG2R La Mondiale           | 1 pt                      |                           |
| 9.                        | Jack Bauer                | Mitchelton-Scott           | 1 pt                      |                           |
| 10.                       | Fabien Grellier           | Direct Énergie             | 1 pt                      |                           |

### Classificação da jovens
| Classificação dos jovens | Classificação dos jovens | Classificação dos jovens  | Classificação dos jovens | Classificação dos jovens |
| Ciclista                 | Ciclista                 | Equipe                    | Tempo                    |                          |
| ------------------------ | ------------------------ | ------------------------- | ------------------------ | ------------------------ |
| 1.                       | Søren Kragh Andersen     | Team Sunweb               | 22h36m49s                |                          |
| 2.                       | Egan Bernal              | Team Sky                  | + 27s                    |                          |
| 3.                       | Pierre Latour            | AG2R La Mondiale          | + 2m17s                  |                          |
| 4.                       | Magnus Cort              | Astana                    | + 3m00s                  |                          |
| 5.                       | Guillaume Martin         | Wanty-Groupe Gobert       | + 4m06s                  |                          |
| 6.                       | Thomas Boudat            | Direct Énergie            | + 5m32s                  |                          |
| 7.                       | David Gaudu              | Groupama-FDJ              | + 6m26s                  |                          |
| 8.                       | Stefan Küng              | BMC Racing Team           | + 8m17s                  |                          |
| 9.                       | Gregor Mühlberger        | Bora-Hansgrohe            | + 9m12s                  |                          |
| 10.                      | Daniel Felipe Martínez   | EF Education First-Drapac | + 9m22s                  |                          |

### Classificação por equipas
| Classificação por equipes | Classificação por equipes | Classificação por equipes | Classificação por equipes |
| Equipe                    | Equipe                    | Tempo                     |                           |
| ------------------------- | ------------------------- | ------------------------- | ------------------------- |
| 1.                        | Quick-Step Floors         | 68h26m56s                 |                           |
| 2.                        | BMC Racing Team           | + 8s                      |                           |
| 3.                        | Sky                       | + 1m50s                   |                           |
| 4.                        | Bahrain-Merida            | + 3m56s                   |                           |
| 5.                        | Movistar Team             | + 4m01s                   |                           |
| 6.                        | Mitchelton-Scott          | + 5m04s                   |                           |
| 7.                        | Team Sunweb               | + 5m10s                   |                           |
| 8.                        | AG2R La Mondiale          | + 5m13s                   |                           |
| 9.                        | Astana                    | + 5m36s                   |                           |
| 10.                       | Bora-Hansgrohe            | + 6m33s                   |                           |